# Agnetha Fältskog

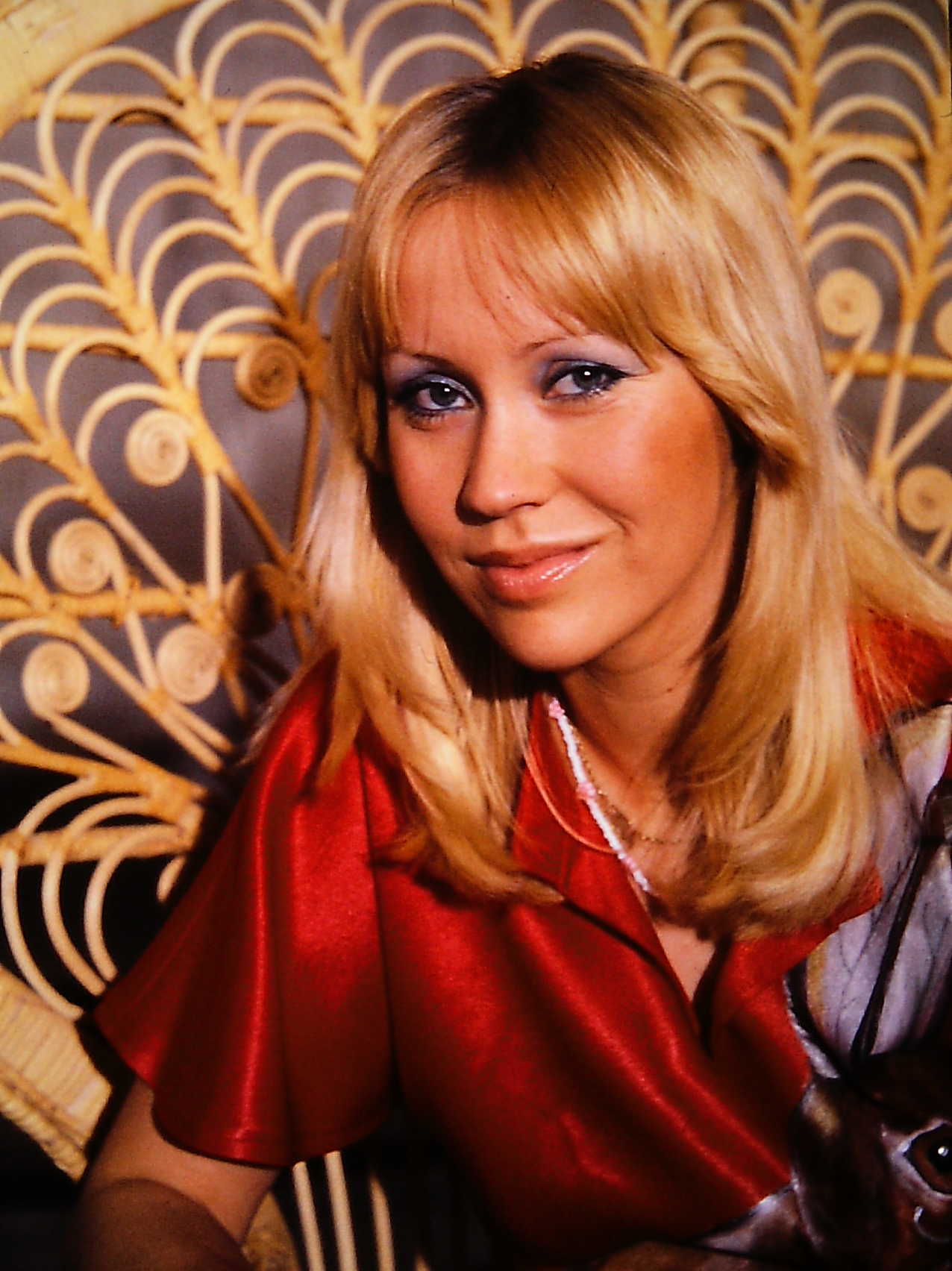
Fältskog från tiden med Abba.

Agnetha Fältskog, folkbokförd som Åse Agneta Fältskog, född 5 april 1950 i Jönköpings Kristina församling, Jönköpings län, är en svensk popsångerska, pianist, kompositör, textförfattare och musikproducent. Fältskog är en av de fyra medlemmarna i Abba, Sveriges genom tiderna mest framgångsrika popgrupp.

## Biografi

### Uppväxt
Agnetha Fältskog är dotter till avdelningschef Ingvar Fältskog (1922–1995) och kassörskan Birgit, född Johansson (1923–1994). Hon skrev sin första låt "Två små troll" när hon var fem år gammal. Hennes far var intresserad av amatörteater och brukade sätta upp små föreställningar och lokalrevyer i Jönköping. Då hon var sex år gjorde hon scendebut genom att framföra låten "Billy Boy" i en av faderns julföreställningar.
Fältskog tog tidigt lektioner i piano och hon uppträdde också i kyrkan. När hon var sju år gammal fick hon ett piano i present av sina föräldrar. Vid tretton års ålder bildade hon gruppen The Cambers tillsammans med barndomsvännerna Lena Johansson och Elisabeth Strub. Hennes främsta idol vid den här tiden var den amerikanska sångerskan Connie Francis. Fältskog tog realexamen 1967. Därefter satsade hon på en karriär som sångerska och låtskrivare.

### Karriär före Abba
Som 16-åring blev Fältskog medlem i det svenska dansbandet Bernt Enghardts orkester. Samtidigt arbetade hon som växeltelefonist på en bilfirma.
Fältskog skivdebuterade med egna låten "Jag var så kär" i november 1967, vilken även blev hennes första listetta på Kvällstoppen i början av 1968. Skivan såldes i över 80 000 exemplar. Därefter avlöste succéerna varandra: "Utan dig mitt liv går vidare", "Allting har förändrat sig", "Zigenarvän", "Om tårar vore guld" och "Vart ska min kärlek föra" var några av titlarna.
Fältskog turnerade därefter med Bertil Bertilson, Hans Smedberg samt en förlaga till gruppen Salt och Peppar med Stefan Möller, Lasse Sandborg, Benny Svensson och Mats Westman. Hon spelade in flera album. Bäst sålde Elva kvinnor i ett hus (över 50 000 exemplar), som bland annat innehöll Svensktoppshitlåtarna "Tack för en underbar, vanlig dag" och "SOS" på svenska samt "Doktorn!".

### Åren med Abba
Agnetha Fältskog är en av de fyra medlemmarna i Abba. Hon deltog redan i "prototypen" till Abba, den ensemble med de fyra som under 1970 turnerade under namnet Festfolket. I Abba delade Fältskog rollen som huvudsaklig sångare med Anni-Frid Lyngstad.

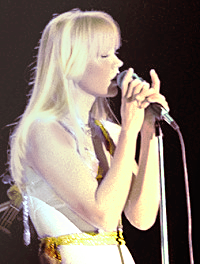
Fältskog under en spelning med Abba i Oslo 1977.

### Efter Abba
Efter att Abba upplöstes gav Fältskog under 1980-talet ut tre engelskspråkiga soloalbum. Dessa var Wrap Your Arms Around Me, som såldes i 320 000 exemplar enbart i Sverige, Eyes of a Woman samt I Stand Alone. Hon medverkade även i filmen Raskenstam 1983 och sjöng samma år låten "It's So Nice to Be Rich" som ledmotiv i filmen P&B.
Fältskog medverkade som låtskrivare i Melodifestivalen 1981, då hon tillsammans med Ingela Forsman skrev "Men natten är vår".
Fältskog spelade in duetterna "Never Again" (med Tomas Ledin) 1982, "The Way You Are" (med Ola Håkansson) 1986 och "I Wasn't the One (Who Said Goodbye)" (med Peter Cetera) 1987.
Efter ett sjuttonårigt uppehåll släppte Fältskog i början av 2004 singeln "If I Thought You'd Ever Change Your Mind", som är en Cilla Black-låt från 1960-talet. I april 2004 följde coveralbumet My Colouring Book, som toppade de svenska försäljningslistorna och gav Fältskog en platinaskiva.
Den 11 mars 2013 släppte Fältskog en ny singel, "When You Really Loved Someone". Den ingår i albumet A, som senare gavs ut under maj.

### Återföreningen
År 2018 återförenades Abba efter en 35 år lång paus.

### Privatliv
Fältskog är bosatt på Helgö i Ekerö kommun och har ett sommarställe i Båstad. Under en kort period på 1960-talet var Fältskog förlovad med den tyske låtskrivaren och producenten Dieter Zimmermann. Hon var 1971–1979 gift med Björn Ulvaeus, med vilken hon har två barn, Linda (född 1973) och Christian (född 1977). Som nioåring medverkade Christian tillsammans med sin mor på barnskivan Kom följ med i vår karusell. 
Den 15 december 1990 gifte sig Fältskog med den svenske kirurgen Tomas Sonnenfeldt. De begärde skilsmässa 1993.
År 1997 träffade Fältskog holländaren Gert van der Graaf under en promenad nära sitt hem på Ekerö. Därefter inledde han en intensiv uppvaktning av henne och till slut inledde de ett förhållande. Han visade sig ha varit besatt av Fältskog ända sedan hennes framträdande med Abba i Eurovision Song Contest 1974. När Fältskog avslutade förhållandet efter två år började van der Graaf att förfölja och trakassera henne. Hon lämnade in en polisanmälan och van der Graaf dömdes till besöksförbud och utvisning. Efter domen har han gripits på Ekerö.

## Diskografi

### Svenskspråkiga album
- 1968  – Agnetha Fältskog
- 1969  – Agnetha Fältskog Vol. 2
- 1970  – Som jag är
- 1971  – När en vacker tanke blir en sång
- 1975  – Elva kvinnor i ett hus
- 1981  – Nu tändas tusen juleljus, med dottern Linda Ulvaeus
- 1987  – Kom följ med i vår karusell, med sonen Christian Ulvaeus[12]

### Engelskspråkiga album
- 1983  – Wrap Your Arms Around Me
- 1985  – Eyes of a Woman
- 1987  – I Stand Alone
- 2004  – My Colouring Book
- 2013  – A

### Samlingsalbum
- 1973  – Agnetha Fältskogs bästa
- 1979  – Tio år med Agnetha
- 1985  – Team Toppen 1
- 1986  – Sjung denna sång
- 1986  – Agnetha Collection''
- 1989  – Agnetha in Germany (Japansk Fanklubb-cd, alla tyska singlar)
- 1994  – Geh' mit Gott
- 1996  – My Love, My Life
- 1998  – That's Me  – The Greatest Hits
- 2004  – De första åren 1967-1979 (6-cd box)
- 2008  – My Very Best

### Singlar
- "Jag var så kär" / "Följ med mej" (1967)
- "Slutet gott, allting gott" / "Utan dej" (1968)
- "En sommar med dej" / "Försonade" (1968)
- "Den jag väntat på" / "Allting har förändrat sig" (1968)
- "Sjung denna sång" / "Någonting händer med mig" (1968)
- "Snövit och de sju dvärgarna" / "Min farbror Jonathan" (1968)
- "Fram för svenska sommaren" / "En gång fanns bara vi två" (1969)
- "Tag min hand låt oss bli vänner" / "Hjärtats kronprins" (1969)
- "Zigenarvän" / "Som en vind kom du till mig" (1969)
- "Om tårar vore guld" / "Litet solskensbarn" (1970)
- "Som ett eko" / "Ta det bara med ro" (1970)
- "En sång och en saga" / "Jag skall göra allt" (1970)
- "Kungens vaktparad" / "Jag vill att du skall bli lycklig" (1971)
- "Många gånger än" / "Han lämnar mig för att komma till dig" (1971)
- "Nya ord" / "Dröm är dröm och saga saga" (1971)
- "Vart ska min kärlek föra" / "Nu ska du bli stilla" (1972)
- "Tio mil kvar till Korpilombolo" / "Så glad som dina ögon" (1972)
- "Vi har hunnit fram till refrängen" / "En sång om sorg och glädje" (1973)
- "Golliwog" / "Here for Your Love" (1974)
- "Dom har glömt" / "Gulleplutt" (1974)
- "SOS" / "Visa i åttonde månaden" (1975)
- "När du tar mig i din famn" / "Jag var så kär" (1979)
- "Never Again" / "Just for the Fun" (sjunger på A-sidan med Tomas Ledin) (1982)
- "Ya Nunca Mas" / "Y Me Sorprendio" (sjunger på A-sidan med Tomas Ledin) (1982)
- "The Heat Is On" / "Man" (1983)
- "Can't Shake Loose" / "To Love" (1983)
- "Wrap Your Arms Around Me" / "Take Good Care of Your Children" (1983)
- "It's So Nice to Be Rich" / "P & B" (1983)
- "I Won't Let You Go" / "You're There" (1985)
- "One Way Love" / "Turn the World Around" (1985)
- "Just One Heart" / "Click Track" (Nederländerna) (1985)
- "The Angels Cry" / "We Move as One" (Nederländerna) (1985)
- "The Way You Are" / "Fly Like the Eagle" (med Ola Håkansson) (1986)
- "Karusellvisan" / "Liten och trött" (med sonen Christian) (1987)
- "På söndag" / "Mitt namn är Blom" (med sonen Christian) (1987)
- "The Last Time" / "Are You Gonna Throw It All Away (1987)
- "Let It Shine" / "Maybe It Was Magic" (1988)
- "I Wasn't the One (Who Said Goodbye)" / "If You Need Somebody Tonight" (med Peter Cetera) (1988)
- "The Queen of Hearts" (1998)
- "If I Thought You'd Ever Change Your Mind" (2004)
- "When You Walk in the Room" (2004)
- "Sometimes When I'm Dreaming" (2004)
- "When You Really Loved Someone" (2013)
- "Dance Your Pain Away" (2013)
- "I Should've Followed You Home" (med Gary Barlow) (2013)
- "Where Do We Go From Here" (2023)

### Singlar i Västtyskland
- "Robinson Crusoe" / "Sonny Boy" (1968)
- "Señor Gonzales" / "Mein schönster Tag" (1968)
- "Concerto d'Amore" / "Wie der Wind" (1969)
- "Wer schreibt heut' noch Liebesbriefe" / "Das Fest der Pompadour" (1969)
- "Fragezeichen mag ich nicht"/ "Wie der nächste Autobus'" (1970)
- "Ein kleiner Mann in einer Flasche" / "Ich suchte Liebe bei dir" (1970)
- "Geh' mit Gott" / "Tausend Wunder" (1972)
- "Komm doch zu mir" / "Ich denk an dich" (1972)

## Filmografi
- 1977 – Abba – the Movie
- 1980 – Abba in Concert
- 1983 – Raskenstam
- 2004 – ABBA – The Last Video Ever

## Utmärkelser

### Svenska utmärkelser
- Kommendör av 1. klass av Vasaorden (KVO1kl), 21 mars 2024.[13]

## Källhänvisningar
1. ↑  H.M. Konungen har beslutat om ordensförläningar för exceptionella insatser, läs online, läst: 8 april 2024.[källa från Wikidata]
2. ↑  Sveriges befolkning
2000:
Fältskog, Åse Agneta
(1950-04-05)
Försäkringskassan, uttag avseende 20001231 (2014)
3. 1 2  Fältskog, Agnetha i Vem är det 1993
4. ↑  Ida Thunberg/Robert Börjesson (2005-04-24): "Agnethas okända tragedi". Expressen.se. Läst 7 juli 2014.
5. ↑  "Agnetha Fältskog – Part 1". Agnetha.net. Läst 7 juli 2014. (engelska)
6. ↑  "Agnetha Fältskog" Arkiverad 11 maj 2017 hämtat från the Wayback Machine. abbasite.com
7. ↑  TV: "Bandet som fostrade superstjärnan" Arkiverad 18 september 2016 hämtat från the Wayback Machine. JP.se 11 april 2015. Läst 10 september 2016.
8. ↑  ”Agnetha Fältskog tillbaka med nya albumet ”A””. Universal Music Sweden via mynewsdesk.com. 11 mars 2013. Arkiverad från originalet den 10 november 2019. https://web.archive.org/web/20191110143421/http://www.mynewsdesk.com/se/pressreleases/agnetha-faeltskog-tillbaka-med-nya-albumet-a-844630. Läst 10 november 2019.
9. ↑  ”Abba släpper ny musik – efter 35 år”. Sveriges Television. 27 april 2018. https://www.svt.se/kultur/ny-musik-av-abba.
10. ↑  ”Så lever ABBA-Agnethas och Björns barn idag”. Femina. 10 november 2021. https://www.femina.se/i-rampljuset/sa-lever-abba-agnetha-faltskog-och-bjorn-ulvaeus-barn-idag/8013725. Läst 3 juni 2022.
11. ↑  ”Abba stalker arrested in Sweden” (på engelska). BBC. 24 juni 2003. http://news.bbc.co.uk/2/hi/entertainment/3015660.stm.
12. ↑  "Kom följ med i vår karusell". Discogs.com. Läst 2 april 2013. (engelska)
13. ↑  https://www.kungahuset.se/arkiv/pressmeddelanden/2024-03-21-h.m.-konungen-har-beslutat-om-ordensforlaningar-for-exceptionella-insatser